# Messeturm
Messeturm (svenska Mässtornet) är den näst högsta byggnaden i Frankfurt am Main, Tyskland. Den är också näst högst i Tyskland. Messeturm var, med sina 257 meter och 63 våningar, både Tysklands och Europas högsta byggnad mellan 1991 och 1997, innan Commerzbank Tower i samma stad stod färdig. Huset är ritat av arkitekten Helmut Jahn och uppfört av firman Tishman Speyer Properties.